# 阿利安斯 (印第安納州)
阿利安斯（英語：Alliance）是位於美國印第安納州麥迪遜縣的一個非建制地區。該地的面積和人口皆未知。